# Distretto di Chom Phra
Il distretto di Chom Phra (in thailandese: จอมพระ) è un distretto (amphoe) della Thailandia, situato nella provincia di Surin.